# Crantit Cairn
Die Ausgrabung des Crantit Cairn (gelegentlich als Crantit Souterrain bezeichnet), bei St. Ola, südlich von Kirkwall auf der Orkneyinsel Mainland in Schottland erfolgte unmittelbar nach der Entdeckung im Jahre 1998. Sie wurde von der BBC aufgezeichnet und forensische Wissenschaftler waren an der Untersuchung beteiligt. Die Kriminaltechniker wurden hinzugezogen, um nach besseren Belegen für prähistorische Bestattungen zu suchen. 

## Beschreibung
Als der etwa 5000 Jahre alte ungestörte Cairn geöffnet wurde, zeigte sich ein äußerst ungewöhnlicher, auf Orkney einmaliger Aufbau. Das ungewohnterweise in den Boden eingetiefte und ohne Verwendung von Megalithen gemauerte Grab war sehr klein, beinahe rautenförmig und mit vier vertikal aufgestellten Steinplatten nach Art der Stalled Cairns in Sektionen unterteilt, die eine Art Kleeblatt bildeten. Die kleine unterirdische Struktur von Crantit unterscheidet sich architektonisch grundlegend von den gut sichtbaren Hügeln der meisten Kammergräber. Es unterscheidet sich auch durch die geringe Anzahl der bestatteten Personen und den Mangel an Grabbeigaben.
Zwischen 1998 und 2002 wurden während landwirtschaftlicher Aktivitäten auch die Steinkisten bei Kewing und Nether Onston entdeckt. Alle drei Standorte umspannen einen Zeitraum von Ende der späten Jungsteinzeit bis zum Ende der frühen Bronzezeit. Zusammen zeigen die Veränderungen der Bestattungssitten auch Veränderungen in der Gesellschaft. Die gegensätzliche Ideologie hinter dem Aufbau von Crantit bei gleichzeitigen Ähnlichkeiten zeigt die Spannungen und Unterschiede zwischen der alten und neuen Ideologie an.

## Funde
Belegt waren nur die Nord- und Südkammer, was auf eine zweimalige Nutzung der Anlage hindeuten könnte. In der nördlichen Sektion fanden die Archäologen drei Schädel. Die Schädel waren in schlechtem Zustand und hatten auf einem Haufen anderer Knochen gelegen. In der südlichen Sektion, die mit Erde gefüllt war, fand sich ein zerdrückter vierter Schädel. Die Fundsituation ist typisch für die Cairns der Orkney. Auch der Crantit Cairn enthält keine Körperbestattung, sondern nur ein paar ausgewählte Knochen. Darunter befanden sich eine linke Kniescheibe, eine linke Hand und ein linker Fuß, ein rechtes Bein, ein linkes Becken und ein rechter Arm. Trotz des schlechten Zustands war es möglich, einige Informationen zu erhalten. Der größte Schädel gehörte zu einer über 30-jährigen Frau. Einer der beiden kleineren gehörten zu einem Kind im Alter zwischen vier und sechs Jahren, während ein Weisheitszahn im dritten Haufen ergab, dass der oder die dritte Bestattete etwa 15 Jahre alt war. Der vierte Schädel war zu sehr zerstört, um Einzelheiten zu identifizieren. Die Funde waren deutlich schlechter als erhofft und in einem fortgeschrittenen Zustand der Zersetzung, so dass DNA-Tests unmöglich waren. Es wurde keine Keramik oder andere Artefakte gefunden und das forensische Team fand keine weiteren Spuren. Eine ähnliche Struktur wurde mit dem Kammergrab auf dem Brodgar Ness gefunden.